# Magnum P.I. (2018)
Magnum P.I. ist eine US-amerikanische Krimiserie, die von September 2018 bis Mai 2022 auf CBS lief und von Februar 2023 bis Januar 2024 auf NBC ausgestrahlt wurde. Es handelt sich um ein Remake der Serie Magnum, die von 1980 bis 1988 ebenfalls auf CBS lief. Die Serie handelt vom Privatdetektiv Thomas Magnum, der von Jay Hernández gespielt wird und auf Hawaii Kriminalfälle löst. In weiteren Hauptrollen sind Perdita Weeks, Zachary Knighton, Stephen Hill, Tim Kang und Amy Hill zu sehen. Die deutsche Erstausstrahlung erfolgt auf VOX, VOXup und RTL+.

## Handlung
Nachdem die in Afghanistan dienenden Soldaten Thomas Magnum, Orville „Rick“ Wright, Theodor „TC“ Calvin und Sebastian Nuzo für 18 Monate von den Taliban gefangen gehalten wurden, beschließen sie, sich als Veteranen auf Hawaii zur Ruhe zu setzen. Nuzo wird kurze Zeit später ermordet, Rick betreibt seine eigene Strandbar und TC gründet ein Hubschrauberunternehmen für Inselrundflüge. Magnum heuert hingegen beim bekannten Autor Robin Masters als Sicherheitschef dessen Anwesens an und ist nebenbei als Privatdetektiv tätig. Bei seinen Fällen unterstützen ihn Rick und TC gelegentlich, während Juliet Higgins, die Majordomus des Hauses, zu der er eine Hassliebe pflegt, später zu seiner Partnerin wird. Des Öfteren gerät Magnum dabei auch in Konflikte mit der örtlichen Polizei in Person von Detective Gordon Katsumoto, zu dem er erst mit der Zeit eine freundschaftliche Beziehung aufbauen kann.

## Produktion
Im Oktober 2017 wurde bekannt, dass CBS plane, ein Remake der Serie Magnum zu produzieren. Dabei sollten Peter M. Lenkov und Eric Guggenheim, die sich bereits von ihrer gemeinsamen Arbeit bei Hawaii Five-0 kannten, als Showrunner fungieren. Tom Selleck, der in der Originalserie die Hauptfigur Thomas Magnum verkörperte, war von dieser Ankündigung hingegen wenig begeistert. Auch viele Twitter-Nutzer zeigten sich verärgert darüber, dass nicht Selleck in der Hauptrolle zu sehen sein würde. Während dieser frühzeitig Gastauftritte in der Neuauflage ablehnte, spielt Roger E. Mosley, der Originaldarsteller von TC, eine Nebenrolle in der Folge A Kiss Before Dying in der ersten Staffel. Auch in Staffel drei soll er erneut zu sehen sein. Larry Manetti, der Originaldarsteller von Rick, hat hingegen in der zweiten Staffel zwei Auftritte.
Im Januar 2018 bestellte CBS eine Pilotfolge, in der, wie im Februar bekannt wurde, Jay Hernández die Titelrolle übernehmen sollte. Als Vorbereitung sah sich Hernández laut eigener Aussage einige Folgen des Originals an. Kurz zuvor wurde angekündigt, dass Justin Lin zum Serienstart Regie führen würde. Anfang März wurde Perdita Weeks in der Rolle der Juliet Higgins gecastet. Damit wurde bereits der zweite Charakter aus der Originalserie für das Remake leicht abgeändert. Während Higgins in Magnum noch ein Mann war und mit Vornamen Jonathan hieß, wurde der militärische Hintergrund von Thomas Magnum von einem Veteranen des Vietnamkrieges zu einem Veteranen des Krieges in Afghanistan modernisiert. Des Weiteren wurden zwei weitere Figuren aus der Originalserie übernommen. Zachary Knighton verkörpert Orville „Rick“ Wright und Stephen Hill ist als Theodore „TC“ Calvin zu sehen. Im Juli 2018 stieß zusätzlich noch Tim Kang zum Cast hinzu.
Schließlich wurde Anfang Mai 2018 von CBS grünes Licht für eine 13-teilige erste Staffel gegeben und Mitte des Monats ein erster Trailer veröffentlicht. Bei den Dreharbeiten zur Serie, die größtenteils in Honolulu stattfinden, soll es vermehrt zu rücksichtslosem Verhalten der Filmcrew gegenüber Anwohnern und Ladenbesitzern gekommen sein.
Nach der Ausstrahlung der ersten vier Folgen bestellte CBS eine komplette Staffel mit 20 Episoden. Im Januar 2019 wurde die Serie von CBS um eine zweite Staffel verlängert. Die deutschsprachige Erstausstrahlung begann am 10. April 2019 auf Puls 4 und endete am 28. August 2019 auf VOX. Die Produktion der zweiten Staffel begann Anfang Juli 2019 mit einem traditionellen Segen der Hauptdarsteller sowie der Crew. Im Mai 2020 wurde die Serie um eine dritte Staffel verlängert, die im Zuge der COVID-19-Pandemie ab dem 16. September 2020 gedreht wurde und aus nur 16 Episoden bestand. Zuvor wurde im Juli 2020 bekannt, dass der Vertrag zwischen CBS und Peter M. Lenkov aufgrund von Fehlverhalten von diesem mit sofortiger Wirkung aufgelöst wurde, wodurch Eric Guggenheim zum alleinigen Showrunner der Serie wurde. Im April 2021 wurde die Serie um eine vierte Staffel verlängert, ehe Magnum P.I. im Mai 2022 nach insgesamt 76 Folgen auf CBS abgesetzt wurde. Die vierte Staffel wurde dabei in Deutschland beim Streamingdienst RTL+ erstveröffentlicht. Nach Absetzung auf CBS verhandelte das Produktionsunternehmen Universal Television unter anderem mit den Sendern NBC und USA Network über eine Fortführung der Serie. NBC bestellte schließlich zwanzig neue Folgen von Magnum P.I., die als eine zweiteilige fünfte Staffel von Februar 2023 bis Januar 2024 ausgestrahlt wurden und als Abschluss der Serie fungierten.
Während der San Diego Comic-Con 2018 kündigte Showrunner Peter M. Lenkov an, dass es mehrere Crossovers mit der Serie Hawaii Five-0 geben werde. So ist in der ersten Staffel Kimee Balmilero als Dr. Noelani Cunha in einer wiederkehrenden Nebenrolle in der Serie zu sehen, während der von Taylor Wily verkörperte Kamekona Tupuola in zwei Folgen einen Auftritt hat und Kala Alexander als Kawika sowie Dennis Chun als Sergeant Duke Lukela in jeweils einer Folge zu sehen sind. Somit schließt sich Magnum P.I. dem Serienuniversum rund um JAG – Im Auftrag der Ehre, Navy CIS und dessen Ablegern, Hawaii Five-0, Scorpion und MacGyver an. Im September 2019 äußerte sich Lenkov, man habe eine Geschichte für ein gemeinsames Serienevent mit Hawaii Five-0 entwickelt, zu dem es schließlich in den beiden Folgen am 3. Januar 2020 kam. Dabei traten Jay Hernández, Perdita Weeks, Stephen Hill und Zachary Knighton in der Hawaii-Five-0-Folge auf, während Beulah Koale als Junior Reigns, Meaghan Rath als Tani Rey und Katrina Law als Quinn Liu in der Magnum-P.I.-Folge zu sehen waren. Zudem haben Balmilero, Wily und Chun in der zweiten Staffel erneut Auftritte. Zusätzlich zu diesen sind ebenfalls die aus Hawaii Five-0 bekannten Shawn Mokuahi Garnett als Flippa und William Forsythe als Harry Brown zu sehen. Auch Larry Manetti nahm seine Rolle als Nicky „The Kid“ Demarco erneut auf.

## Figuren
Thomas Magnum
Lieutenant Thomas Sullivan Magnum ist ein ehemaliger US-Navy SEAL mit mexikanischen Wurzeln, der in Afghanistan diente, allerdings zeitweise auch im Irak stationiert war. Dort lernte er seine Kameraden und späteren Freunde Rick, TC und Sebastian Nuzo sowie Hannah, eine CIA-Agentin, kennen. Während seiner Stationierung in Afghanistan baute er zu Letzterer eine Beziehung auf und wollte ihr sogar einen Heiratsantrag machen. Doch die Agentin verriet ihre Freunde und machte Geschäfte mit Kriminellen, sodass die vier bei der Rückkehr von einer Mission am Hindukusch gefangen genommen wurden. Als Zeichen ihrer Verbundenheit auch während dieser 18-monatigen Gefangenschaft im Korengal-Tal tragen alle seither das Lothringerkreuz als Ring. Sein Vater, ein Hubschrauberpilot im Vietnamkrieg, starb, als er noch sehr jung war, woraufhin er begann, Baseball zu spielen. Daraus resultiert auch seine Begeisterung für die Detroit Tigers, neben seiner Leidenschaft fürs Surfskipaddeln und Golfen. Seine Mutter starb während seiner Kriegsgefangenschaft, was er erst nach seiner Befreiung erfuhr. Er wuchs in Virginia auf und spricht zwei Sprachen fließend sowie gebrochen Paschtunisch. Auf Hawaii ist er neben seiner Tätigkeit als Detektiv auch der Sicherheitsbeauftragte des Schriftstellers Robin Masters, in dessen Gästehaus er wohnt. Mit der Zeit beginnt er eine Beziehung mit der Strafverteidigerin Abby Miller, die jedoch abrupt endet, als diese ihre Zulassung verliert und daraufhin aufs Festland zieht. Sein Erkennungsmerkmal ist ein roter Ferrari 488 Spider, den er sich häufig von Masters borgt.
Juliet Higgins
Juliet Higgins ist eine ehemalige britische MI6-Agentin, die unter anderem in Kiew, Prag und Marrakesch stationiert war und als einzige Agentin die russischen Geheimpolizei unterlaufen konnte. In Prag lernte sie ihren Verlobten Richard kennen, mit dem sie zusammen den Geheimdienst verlassen und eine Familie gründen wollte. Doch als er vom Auftragsmörder Viper in Istanbul ermordet wurde und sie entgegen den Anweisungen des Geheimdienstes versuchte, Viper aufzuspüren und sich an ihm zu rächen, wurde sie vom MI6 entlassen. Nach ihrem Rauswurf heuerte sie als Securitychef beim saudischen Prinzen an. Sie kennt sich gut mit Computern aus, spricht fließend Arabisch sowie Mandarin und hat ebenfalls gedient. Später zog es sie nach Oʻahu, wo sie einen Job bei Robin Masters als Majordomus des Anwesens annahm. Zu dieser Zeit erbte sie von einem Bekannten die Hunde Zeus und Apollo, die zu ihren ständigen Wegbegleitern wurden und ihr durch eine schwere Zeit halfen. Auf dem Anwesen lernte sie auch Magnum kennen, den sie fortan gelegentlich bei seinen Fällen unterstützt. Nachdem beide gemeinsam Viper ausschalten können, bietet ihr der MI6 die Rehabilitierung an, doch sie entscheidet sich stattdessen für das Angebot, Magnums Partnerin zu werden. Als ihr amerikanisches Visum auszulaufen droht, schlägt ihr Magnum eine Scheinehe vor, doch sie entscheidet sich zunächst dafür, eine solche lieber mit TC einzugehen, um das Arbeitsverhältnis zu Magnum nicht zu gefährden. Aufgrund moralischer Zweifel sagt sie eine Hochzeit später zwar ab, kann durch Unterstützung von Robin Masters, der sie zur Besitzerin von seinem Anwesen und damit zu einer Unternehmerin macht, allerdings auf Oʻahu bleiben. Nur wenig später geht sie eine Beziehung mit dem Arzt Ethan Shah ein, der sie zuvor bei einer Schussverletzung behandelte. In ihrer Kindheit spielte Higgins für lange Zeit Fußball und war zudem Mitglied in einem Golfklub. Außerdem lernte sie im Alter von 13 Jahren von ihrer Großmutter das Fliegen. Ihre Mutter litt unter Alzheimer und verstarb.
Orville „Rick“ Wright
Orville „Rick“ Wright ist ein ehemaliger US-Marine und Bordschütze aus Afghanistan, wo er Thomas Magnum und TC kennenlernte und sich mit ihnen anfreundete. Nach seinem Militärdienst lebte er zuerst für wenige Wochen in Chicago, zog dann allerdings nach Hawaii, wo er zunächst nichts mit sich anzufangen wusste. Nachdem er zurück zum Militär gehen wollte, allerdings nicht angenommen wurde, besorgte ihm der Schriftsteller Robin Masters einen Job als Barkeeper im Strandklub „King Kamehameha“, in dem er sich bis zum Manager hocharbeitete. Später entschied er sich dafür, seine Arbeit im Strandclub einzustellen und stattdessen die Bar „La Mariana“ zu kaufen. Nachdem ihm für sein Vorhaben allerdings keine Bank einen Kredit gewähren wollte, fand er schließlich in TC einen geeigneten Investor. Neben dieser Tätigkeit unterstützt er zusätzlich Magnum gelegentlich in dessen Detektei und hilft dabei, Häuser für Veteranen zu errichten. Noch in seiner Kindheit trennten sich seine Eltern voneinander, woraufhin sich niemand wirklich um ihn kümmerte. Als er mit 14 Jahren das Auto vom Kriminellen Francis „Icepick“ Hofstetler stahl, nahm ihn dieser bei sich auf und wurde daraufhin bis zu seinem durch Lungenkrebs verursachten Tod eine Vaterfigur für Rick. Sein leiblicher Vater verstarb hingegen schon in seiner Jugend, während der er immer mehr auf die schiefe Bahn geriet und sich letztendlich zwischen dem Gefängnis und Militärdienst entscheiden musste.
Theodor „TC“ Calvin
Theodor „TC“ Calvin ist ein ehemaliger Hubschrauberpilot der US-Marines und war in Afghanistan stationiert, wo er Rick und Magnum kennenlernte. In seiner Jugend in North Carolina spielte er Football und war sogar für eine Saison Spieler eines NFL-Teams, kam allerdings nicht zum Einsatz. Des Weiteren tanzte er und studierte später Kunstgeschichte, nachdem er an einer Kunstakademie nicht angenommen wurde. Nachdem seine Mutter die Familie im Stich gelassen hat, wuchs er bei seinem alleinerziehenden Vater auf. Als dieser nach einem bewaffneten Raubüberfall, durch den er die Familie ernähren wollte, ins Gefängnis musste, lebte TC für sechs Jahre bei seinen Großeltern. Die Gefängnisstrafe seines Vaters endete kurz bevor sich TC den Marines anschloss. Nach seinem Militärdienst betreibt er das Hubschrauberunternehmen „Island Hoppers“, das Inselhopping und Rundflüge anbietet, trainiert Jugendliche im Foot- sowie Baseball und unterstützt Magnum gelegentlich in dessen Detektei. Später stellt er den im Rollstuhl sitzenden ehemaligen Soldaten Shammy bei sich ein und hilft dabei, Häuser für Veteranen zu bauen. Vor seinem Militärdienst hatte er eine Beziehung mit einer Frau namens Teresa, die allerdings in die Brüche ging, als sie ihn während seiner Gefangenschaft für tot hielt.
Teuila „Kumu“ Tuileta
Die Witwe Teuila Tuileta ist die Kuratorin des Anwesens von Robin Masters und zudem im Kulturcenter von Hawaii tätig. Vor dieser Tätigkeit arbeitete sie in der Baufirma ihres Onkels. Kumus Familie lebt seit dem 18. Jahrhundert auf Hawaii. Ihr verstorbener Mann beging mehrfach Ehebruch und zeugte mit einer anderen Frau ein Kind. Obwohl sie ihm diesen Seitensprung nie richtig verzeihen konnte, freundet sie sich mit Maleah, der Tochter ihres Mannes, die mittlerweile zur Waise wurde, an. Ihr Spitzname „Kumu“ bedeutet „Lehrerin“.
Detective Gordon Katsumoto
Detective Gordon Katsumoto ist ein Ermittler vom HPD, der durch seine Arbeit im Raub- und Morddezernat für schwere Straftaten zuständig ist. Magnum steht er eher kritisch gegenüber, da er es nicht gutheißt, wenn sich der Privatdetektiv in seine Fälle einmischt. Nachdem sich beide mit der Zeit annäherten, missbrauchte Magnum Katsumotos Vertrauen. So gehen beide vorübergehend wieder auf Abstand, bis Katsumoto zu akzeptieren beginnt, dass Magnum bei seinen Fällen hin und wieder Gesetze brechen muss. Trotzdem möchte er sein Privatleben, so eine Beziehung mit der Richterin Majorie Kamaka, von Magnum fernhalten. Er hat einen Sohn namens Dennis im Teenageralter, der bei seiner Exfrau an der North Shore lebt. Außerdem hatte er eine große Schwester namens Kimberly, die allerdings drogenabhängig wurde, ihre Eltern bestahl und schließlich verstarb, nachdem Katsumoto ihr nach zahlreichen Entzügen nicht mehr helfen wollte. Sein Großvater kam einst illegal ins Land.

## Besetzung und Synchronisation

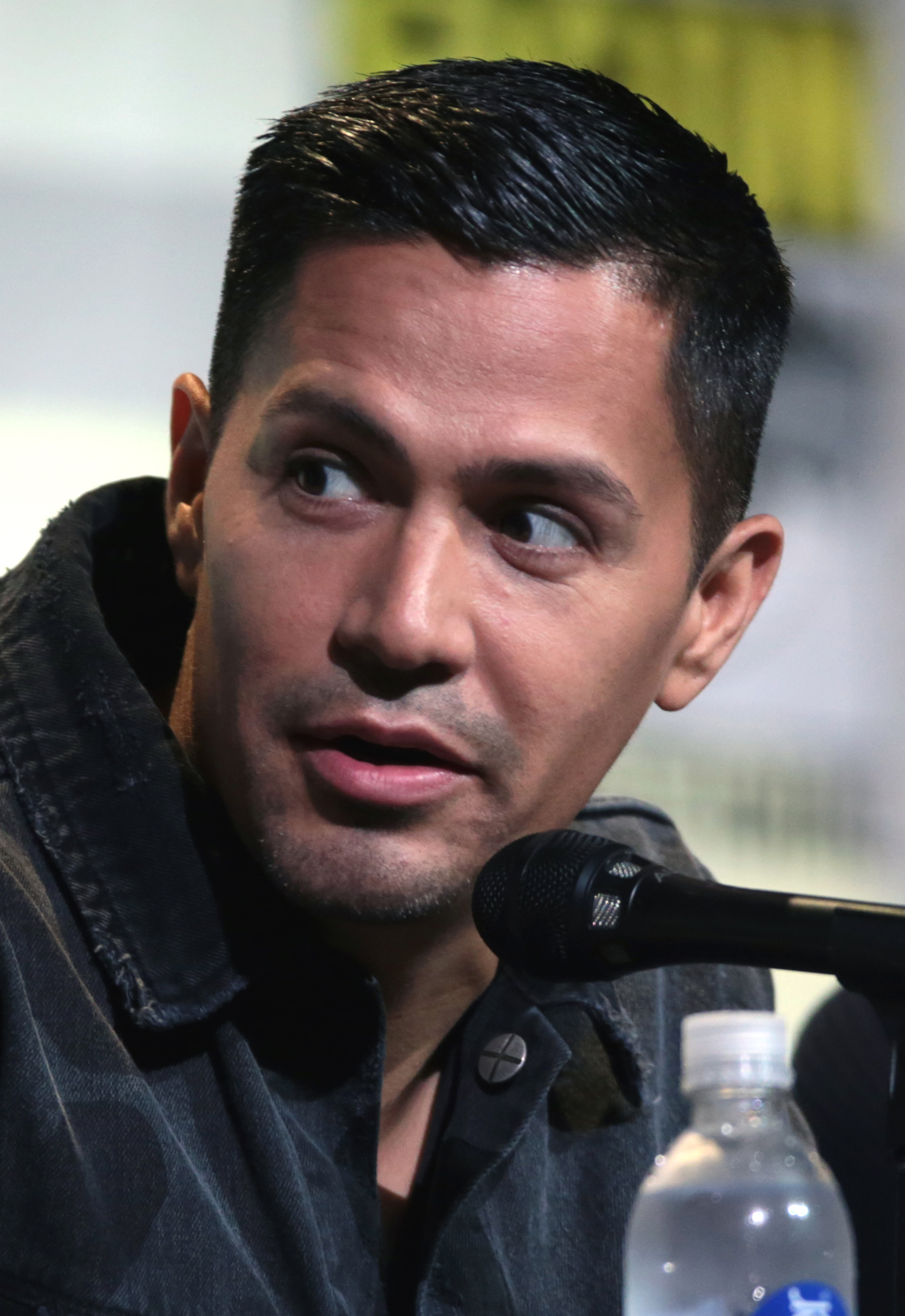
Jay Hernández spielt Thomas Magnum

Die deutsche Synchronisation erfolgt durch die Deutsche Synchron & Medienproduktion GmbH, Berlin unter der Dialogregie von Dennis Schmidt-Foß.

### Hauptbesetzung
| Rollenname                                | Schauspieler     | Hauptrolle | Synchronsprecher   |
| ----------------------------------------- | ---------------- | ---------- | ------------------ |
| Lieutenant Thomas Sullivan „Tommy“ Magnum | Jay Hernández    | 1.01–5.20  | Dennis Schmidt-Foß |
| Juliet „Jules“ Higgins                    | Perdita Weeks    | 1.01–5.20  | Mareile Moeller    |
| Orville „Rick“ Wright                     | Zachary Knighton | 1.01–5.20  | Tobias Nath        |
| Theodore „TC“ Calvin                      | Stephen Hill     | 1.01–5.20  | Nico Sablik        |
| Teuila „Kumu“ Tuileta                     | Amy Hill         | 1.03–5.20  | Sabine Walkenbach  |
| Detective Gordon Katsumoto                | Tim Kang         | 1.03–5.20  | Sven Gerhardt      |

### Nebenbesetzung
Zu den wichtigen Nebendarstellern mit Auftritten in mehr als einer Episode zählen (zugehörige Staffeln sind in Klammern angegeben):
| Ab Staffel 1: - Christopher Thornton als Kenny „Shammy“ / „Sham“ Shamberg (1–5) - Corbin Bernsen als Francis „Icepick“ Hofstetler (1–4) - Dennis Chun als Sgt. Duke Lukela (1–4) - Kimee Balmilero als Dr. Noelani Cunha (1–3) - Domenick Lombardozzi als Sebastian Nuzo (1–2, 4) - Vince Shin als Kim Kil-Yon (1–2, 4) - James Remar als Captain Buck Greene (1–2, 5) - Taiana Tully als Detective Laura Palea (1, 3–4) - Taylor Wily als Kamekona Tupuola (1–2) - Brooke Lyons als Abigail „Abby“ Miller (1–2) - Roger E. Mosley als John Booky (1, 3) - Tiffany Hines als Lara Nuzo (1, 4) - Chase Kim als Johnny Kim (1, 4) - Jordana Brewster als Hannah (1) - Ken Jeong als Luther H. Gillis (1) - Kala Alexander als Kawika (1) | Ab Staffel 2: - Bobby Lee als Jin Jeong (2–5) - Betsy Phillips als Suzy Madison (2–5) - Janel Parrish als Maleah (2–4) - Shawn Mokuahi Garnett als Flippa (2–3) - Hayden Szeto als Detective Pono Palima (2–3) - Larry Manetti als Nicky „The Kid“ Demarco (2, 5) - William Forsythe als Harry Brown (2) Ab Staffel 3: - Lance Lim als Dennis Katsumoto (3–5) - Jay Ali als Dr. Ethan Shah (3–4) - Zack Harris als Detective Jamie Kanemura (3–4) | Ab Staffel 4: - Michael Delara als Gabriel Santos (4–5) - Martin Martinez als Cade Jensen (4–5) - Chantal Thuy als Lia Kaleo (4) - Marsha Thomason als Eve (4) - Yancey Arias als Agent Ray Sloane (4) - Devon Sawa als Robbie Nelson (4) - Robert Pine als Danny Braddock (4) - Josh Stamberg als Shane Whelan (4) - Shawna Christensen als Beth Katsumoto (4) - Tijuana Ricks als Dr. Linda Ogawa (4) - Rich Ting als Tower (4) Ab Staffel 5: - Michael Rady als Detective Chris Childs (5) |

## Rezeption

### Kritiken
Die erste Staffel konnte 57 % der Kritiker auf Rotten Tomatoes überzeugen und erhielt auf Metacritic einen Metascore von 48 von 100 möglichen Punkten.
Positiv
Robert Lloyd von der Los Angeles Times steht der Serie gänzlich positiv gegenüber und erklärt, Magnum P.I. mache eigentlich keine Fehler. Sie nehme den Charme und die Moral des Originals auf und zeige dem Publikum dabei die bekannten Figuren samt Umgebung, Atmosphäre und Lebenseinstellung. Jay Hernández sei charmant und ansprechend menschlich, wobei er eine moderne Version von Thomas Magnum verkörpere, die auch nicht der körperlichen Erscheinung von Tom Selleck entspreche. Die Handlung sei hingegen sachdienlich und könne mit Action und Witz punkten.
Auch Mick Joest von CinemaBlend.com zeigt sich in seiner Kritik begeistert. Magnum P.I. sei eine gute Mischung aus Action und Hingabe zur Originalserie, dessen Geschichte modernisiert und an die aktuelle Zeit angepasst wurde. Die Serie habe ein gutes Erzähltempo, weise einige subtile oder auch offensichtliche Referenzen an das Original auf und fühle sich auch genau wie dieses an. Das Ganze werde auch durch eine talentierte Besetzung gestützt, wobei Hernández die richtige Einstellung habe und seine eigene Version der Figur darbiete. Laut Joest mache die Serie auch einige kleine, aber nicht gravierende Fehler. So würden einige Witze nicht zünden und die Voiceover nicht der Handlung, sondern nur der Hintergrundgeschichte der Figuren dienen.
Zu einer eher positiven Bewertung gelangt auch Brian Lowry vom CNN. Laut ihm locke Magnum P.I. die Zuschauer mit Neugier und Nostalgie und halte sie letztendlich mit denselben Eigenschaften, wie es auch die Originalserie geschafft habe: die gleiche Mischung aus Action, Comedy und der Szenerie Hawaiis. Zwar könnte es prinzipiell jede Detektivserie sein, doch sie steige und falle mit der Anziehungskraft von Hernández.
Kelly Lawler von USA Today bezeichnet Magnum P.I. als solide und zuverlässige, wenn auch harmlose Actionserie. Optisch und von der Tonalität unterscheide sich das Remake vom Original deutlich, es gebe bessere Stunts und bessere Spezialeffekte. Die größte Schwäche seien hingegen die eher oberflächigen Figuren, allen voran der charmante aber langweilige Thomas Magnum. Man verpasse es, die lateinamerikanische Herkunft von Hernández zu thematisieren und seinem Charakter eine spannende Hintergrundgeschichte zu verleihen. Trotzdem mache die Serie Spaß, da sie weder ernst noch wichtig sein möchte. Es gehe nur um „einen netten Typen, ein paar schöne Autos und ein bisschen wildes Abenteuer“.
Für Axel Weidemann von der FAZ ist Magnum P.I. eine typische 1990er-Jahre-Serie, in der „Ansätze der Fernsehserien-Konzeption aus vier Jahrzehnten“ aufeinanderprallen würden. Sie beinhalte hybriden Humor, die liebenswürdige Tapsigkeit des Originals sowie selbstreferenzielle Gags. Zwar sei der Serienauftakt zu übertrieben und die Handlung manchmal zu konstruiert, doch Magnum P.I. sei auf eine „unterhaltsame Weise so hanebüchen und kurzweilig“, dass sie zum Weitergucken anhalte.
Negativ
Eher kritisch steht Daniel Fienberg vom Hollywood Reporter dem Piloten der Neuauflage gegenüber. Für ihn sei Magnum P.I. weniger ein Remake des Originals als vielmehr eine weitere Ergänzung zu den Serien Hawaii Five-0 und MacGyver, die an die 1980er-Serie nicht herankomme. Zwar lobt er das hochwertige Produktionsdesign, die anständigen Stunts sowie die Szenerie Hawaiis zusammen mit der Autothematik als solide Grundlage der Serie, doch kritisiert gleichzeitig die teilweise banalen Voiceover und die unbefriedigende Eröffnungsszene. Des Weiteren erfülle für ihn die Tatsache, dass Higgins zu einer Frau umgeschrieben wurde, TV-Klischees, obwohl die Chemie zwischen Perdita Weeks und Hernández stimme. Dieser mache seine Sache ganz und gar nicht schlecht, könne sich aber nicht von Sellecks Version der Figur abheben und keine eigenen Akzente setzen.
Zu einem ähnlichen Schluss kommt Daniel D’Addario von Variety, auch wenn er deutlich mehr Potenzial in der Serie sieht. Magnum P.I. beginne klobig mit einem „schmerzhaften Maximum an Exposition“, das durch eines von vielen witzigen, wenn auch endlosen Voiceover erfolge. Der Zuschauer habe keine Zeit, die einzelnen Figuren näher kennenzulernen, und auch das „Innere“ von Thomas Magnum werde zu wenig beleuchtet. Über die Schauspieler urteilt D’Addario, Hernández sei für die Hauptrolle charmant genug, Zachary Knightons Darstellung sei hingegen viel zu übertrieben und comichaft.
Gänzlich enttäuscht zeigt sich Hank Stuever von der Washington Post. Die unnötige Serie setze vom Konzept her auf Nostalgie und wisse dadurch, dass ihre Quoten stimmen werden. Die einzelnen Schauspieler hätte zwar allesamt Charme, seien aber Teil eines uninspirierten, unkreativen, nicht zeitgemäßen und actionlastigen Werkes. Magnum P.I. könne keine wahren Emotionen beim Zuschauer auslösen, versuche, zu viele Figuren gleichzeitig einzuführen und auch die zahlreichen Voiceover hätten keine wirkliche Funktion.
Die gleiche Einschätzung trifft Mike Hale in der New York Times. Magnum P.I. lebe von Nostalgie sowie Testosteron und sei alles in allem glatt, laut und ohne Persönlichkeit. Neben zahlreichen Parallelen zu Hawaii Five-0 und Überschneidungen mit der Originalserie, so beispielsweise die inhaltlich identischen Pilotfolgen, sei eine weitere Gemeinsamkeit zum 1980er-Jahre-Klassiker, dass der Kernbesetzung eine echte einheimische Figur fehle. Hauptdarsteller Hernández sei hingegen „vollkommen fähig“ für seine Rolle.
Cornelia Wystrichowski von der Stuttgarter Zeitung bezeichnet Magnum P.I. als „oberflächiges Actionfeuerwerk“ ohne Charme, das den Zuschauer mit Stunts und Schießereien bombardiere. Hernández sei „nicht halb so cool“ wie Selleck.

### Auszeichnungen
Imagen Awards 2019
- Auszeichnung als Bestes Primetime Dramaprogramm
- Nominierung als Bester Fernsehschauspieler (Jay Hernández)[47]